# 1667 az irodalomban

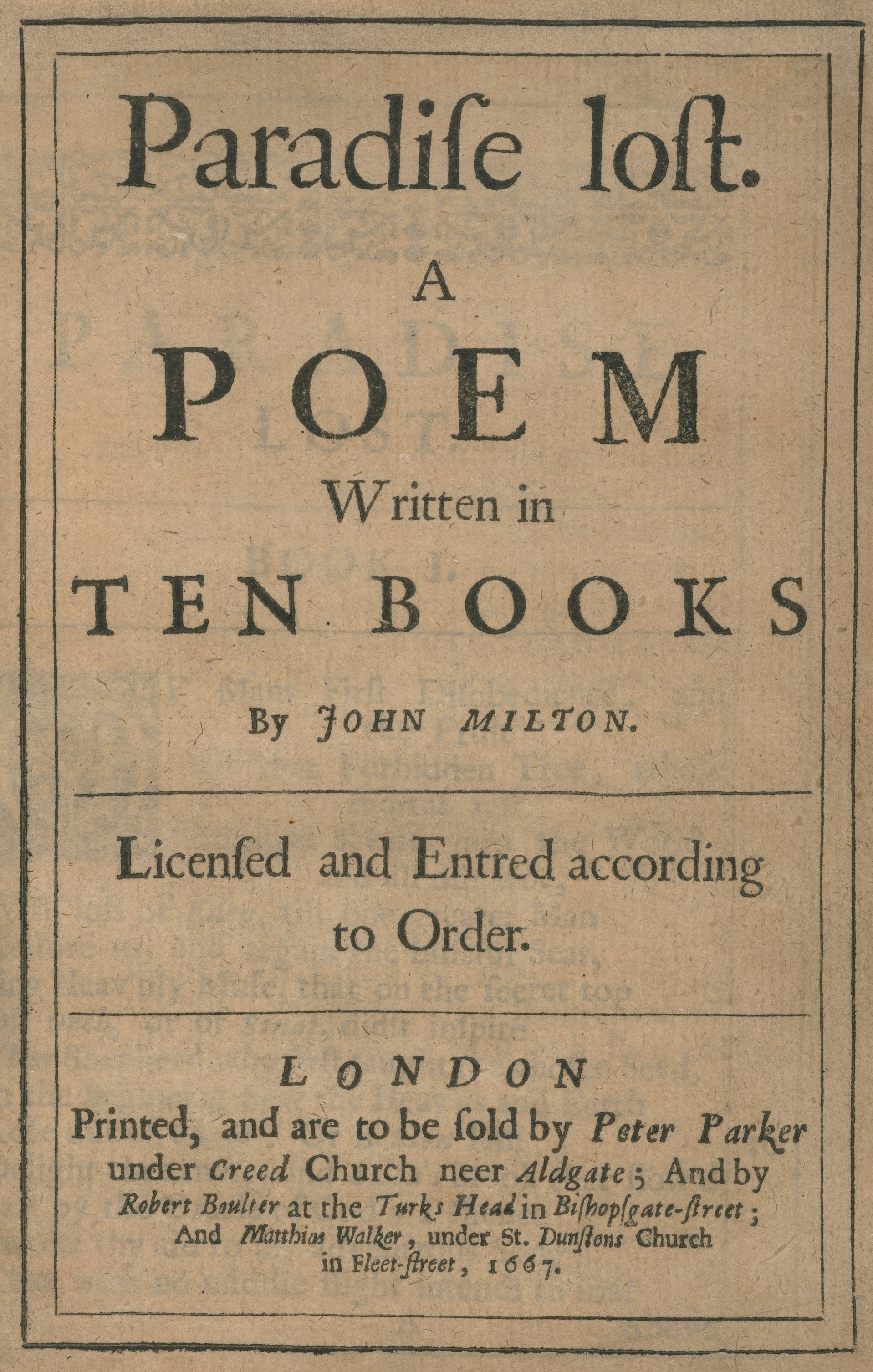
A Paradise Lost első kiadásának borítója

Az 1667. év az irodalomban.

## Új művek
- Londonban megjelenik John Milton angol költő barokk eposza, az Elveszett paradicsom (Paradise Lost) (10 könyvben; az 1674-es kiadás már 12 könyvből áll).
- John Dryden Annus Mirabilis (Csodák éve) című elbeszélő költeménye, melyben a nagy londoni tűzvészről (1666) is beszámol.
- november – Jean Racine első nagy drámája, az Andromaché (Andromaque) bemutatója.

## Születések
- október 21. – Cserei Mihály erdélyi emlékirat- és történetíró († 1756)
- november 30. – Jonathan Swift ír szatirikus író, a Gulliver utazásai szerzője († 1745)

## Halálozások
- május 14. – Georges de Scudéry francia költő, író, drámaíró (* 1601)